# Facundo Callioni
Facundo Callioni (9 ottobre 1985) è un hockeista su prato argentino.

## Palmarès

### Olimpiadi
- 1 medaglia:
  - 1 oro (Rio de Janeiro 2016)

### Mondiali
- 1 medaglia:
  - 1 bronzo (L'Aia 2014)

### Giochi panamericani
- 1 medaglia:
  - 1 oro (Toronto 2015)